# 安島帯刀
安島 帯刀（あじま たてわき）は、幕末に活躍した水戸藩の家老。安政の大獄で切腹を命じられた。維新後、靖国神社・護国神社・回天神社に合祀された。諱は信立（のぶたつ）。
父は戸田三右衛門忠之、母は安島七郎左衛門信可の女。養父は安島彦之允信順。

## 事績
幕末の西欧列強の日本接近の危機に備えるため、幕府内の海防掛に徳川斉昭や兄・戸田忠太夫、藤田東湖らとともに参与、また水戸藩において日本初の軍艦・旭日丸の建造に参与するなどして日本の海防に功績を残した。
13代将軍・徳川家定死後の継嗣問題に一橋派として暗躍し、幕府守旧派の井伊直弼らに警戒される。黒船来航以降、外国からの脅威に危機感を抱いた朝廷が尊皇攘夷の実行を幕府に促すよう説得すべしという勅諚を水戸藩に下されるという前代未聞の事件が発生し、朝廷が幕府を介さず一大名家への直々に命令が下されたことで幕府の威信を傷つける事件となった。一連の事件を戊午の密勅という。帯刀はこの勅諚の降下に関与し、さらに幕府の最高責任者であった井伊直弼暗殺に関与の疑いがかかったことで幕府の評定所より出頭命令が下され、幕府に捕らわれる。その後、幕府が尊皇派への弾圧を断行した安政の大獄によって切腹を命ぜられる。
歌や漢詩にも造詣が深く斉昭の腹心として名家老としての評価を得る。帯刀をはじめ大獄で亡くなった志士達の死はその後の幕末の歴史に大きな変革をもたらした。

## 生涯
生家は譜代大名・戸田氏の支流。松本藩主・松平丹波守康長を祖とする戸田松平家の分家にあたる。代々、水戸藩士の家柄。
戸田三右衛門忠之の次男。実母は安島七郎左衛門信可ので、母方の叔父・安島彦之允信順の養子となった。三河譜代の名門戸田氏の嫡流・戸田松平家の分家の出自であるが、佐竹氏旧臣の血筋である母方・安島氏の家督を継いだ。初名は弥次郎と名乗り元服して諱を忠誨とする。安島氏を継いでからは諱を信立と改めた。
文政12年（1829年）、水戸藩主継嗣問題が起こると兄・戸田忠太夫とともに徳川斉昭擁立に奔走する。天保7年（1836年）、家督を継ぎ同年、山陵修営を建策した。天保11年（1840年）には勘定奉行に昇進し、ついで小姓頭取となった。弘化元年（1844年）、斉昭が罰せられると雪冤に奔走し役禄を召し上げられ謹慎となる。
安政3年（1856年）、再び登用されて御側用人となり、藩政改革や斉昭の幕政を補佐し功績を残す。斉昭が幕府の命により海防参与になると、実兄・戸田忠太夫が幕府海岸防禦御用掛、帯刀が幕府海防参与秘書掛を命ぜられる。水戸藩の官僚として活躍し、藩士の教育行政にあたる学校奉行や日本初の軍艦である旭日丸を建造監督にあたり、幕府より恩賞を受けた。

### 将軍継嗣問題 - 安政の大獄
実兄・戸田忠太夫や藤田東湖が安政の大地震により亡くなったため、安政5年（1858年）7月、斉昭の命により水戸藩家老に任ぜられる（水戸藩執政と記されることも多い）。また、家老昇進にあたっては身分に相応しい名として、朝廷の正式な官職に次ぐ由緒のある百官名、帯刀を称する様になった。
就任前後は13代将軍・徳川家定の後継を巡って井伊直弼や松平頼胤（高松藩主）といった譜代大名や家門の門閥層が徳川の嫡流に近い紀州藩主・徳川慶福（後の徳川家茂）を擁立して南紀派を形成し、かたや徳川斉昭を中心に親藩にて家門筆頭たる福井藩の松平春嶽、雄藩の当主である薩摩藩の島津斉彬、土佐藩の山内容堂、宇和島藩の伊達宗城などの幕末の四賢侯が英邁で聞こえる斉昭の七男・一橋慶喜を奉じて一橋派を形成して対抗していた時であった。帯刀も主君・斉昭の実子である慶喜を将軍とすべく奔走した。
帯刀は一橋家臣の平岡円四郎や福井藩士の中根雪江・橋本左内、儒者の梅田雲浜、公家の家臣・飯泉喜内、五摂家筆頭の近衛家老女・村岡、水戸徳川家の縁戚にあたる鷹司家や三条家、その他に薩摩藩士の西郷隆盛にも通じた。帯刀自身も黒船来航など西欧列強の脅威がふりかかる国難に対処し得る将軍として慶喜に期待をしており、慶喜のことを「徳川の流れを清ましめん御仁」と評している。
こうしたことから、帯刀は水戸藩内に留まらず、幕府の守旧派からも憎まれる存在となっていった。その様な折に朝廷が水戸藩に幕府への尊皇攘夷を促す様に命じた戊午の密勅に関与したと疑われ、幕府評定所より召還され三田藩上屋敷に軟禁されることとなった。水戸藩主・徳川慶篤は御三家の家老が幕府に囚われるなど前代未聞ですぐに解放する様に要請したが、適わなかった。幕府の尋問により、帯刀は無罪とされたものの、大老・井伊直弼より再審議を命じられ、さらに無罪とされると井伊自ら帯刀に切腹を命ずることとなった。『水戸藩史料』に曰く「信立の審を受くる挙止慎重言句もせず罪を一身に受け義によりて屈せず幕府有司も皆其の器識徳量に感称し其の死を惜しまざるはなし」と伝えている。
安政6年（1859年）8月27日、駒込の三田藩邸において切腹。享年49。
遺体は甥の水戸藩家老・戸田銀次郎宅に収容され、遺族に引き渡された。墓所は茨城県水戸市酒門町の酒門共有墓地。墓石には「帶刀安島府君墓」と刻まれている。その後、文久2年(1863年)11月28日、帯刀の罪は勅命を以って無効とされ、その名誉を回復している。
維新後の明治12年（1879年)、靖国神社に奉祀されている。明治24年（1891年）、正四位が贈位された。

## 辞世
述懐

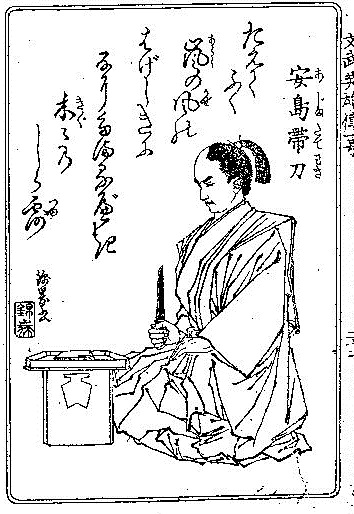
安島帯刀の想像図と辞世（『近世文武英雄伝』、大蘇芳年（月岡芳年）画）

- 「今更に 何をか言はん 言はずとも 我が真心は しる人ぞしる」
- 「国を想ひ 世を歎きての 真心は 天にも地にも あに恥ぢめやは」
- 「しひて吹く 嵐の風の はげしさに 何たまるべき 草の上の露」

八月二十三日心にて世を辞したり
- 「武蔵野の 露とはかなく 消えぬとも 世にかたりつぐ 人もこそあれ」
- 「玉の緒の たゆともよしや 君々の かげの守りと ならんと思へば」
- 「草に置く 露の情けも あるものを いかにはげしく 誘ふ嵐ぞ」
- 「無き人のその言の葉も 繰りかへし 見る我さへも 袖ぬらすかな」

## 家系
家紋は「丸に細立ち梶の葉」。
帯刀の家系については水戸徳川家の史料水府系纂第45巻に見え、佐竹義宣旧臣・安島丹後信勝まで祖先を遡ることができる。この丹後信勝は当初は佐竹義宣に仕えていたとされ、信勝は主家の秋田移封にともない浪人し常陸国内に留まることとなったと記録されている。
信勝の子、安島善衛門信重の代に至って常陸松岡藩主として転封されてきた桓武平氏の支流・戸沢氏の当主・戸沢政盛に仕官することとなる。しかし、戸沢氏が出羽国の新庄藩に転ずるとこれに同行することなく旧領に留まり再び浪人する。
信重の子・安島治左衛門信次の代に至って姉婿の推挙を受けて旧佐竹領の新領主である水戸藩主・徳川頼房に仕官することとなった。以来代々水戸藩士となる。
家柄は150石の藩士であり必ずしも高いものではなかった。帯刀の祖父・安島七郎左衛門信可の代に至り、京都留守居役や水戸徳川家の息女・国姫の側用人などの要職にもつくなど主家の信頼を得ていったと考えられる。信可は実子・彦之允信厚が早世したため、嫡孫・彦之允信順を跡取りと定めて家督を譲ったが、妻女との中に実子に恵まれず、信可の女・戸田忠之室が生んだ外孫の帯刀を以って跡取りとした。

### 安島家系譜
安島丹後信勝 － 善衛門信重 － 治左衛門信次 － 七郎衛門信久 － 七郎衛門信詮 ＝ 七郎左衛門信可（信詮弟・五分衛門信任の子） － 彦之允信厚（早世） － 彦之允信順（嫡孫。信可の跡を継ぐ） ＝ 帯刀信立（戸田三衛門忠之の子） － 七郎太郎信義

## 家族・子孫
帯刀には妻久米新七郎長重の女との間に、御三卿筆頭 一橋徳川家中老となる長女 立子、水戸藩定江戸小姓 立原朴二郎の妻となった二女 道子、嫡男の七郎太郎信義、次男 富田七郎三郎知正の子を授かった。
なお、帯刀信立の長女 立子は父の切腹に伴い一橋徳川家を辞去を強いられ、安島家に戻された。長男 七郎太郎信義も父の切腹により出仕できぬ身となったが、朝廷からの勅命もあり、文久2年（1862年）11月18日、帯刀の罪が赦され、それに伴って御家再興を許されている。これにより、七郎太郎は改めて水戸藩より150石、物成150石あわせて300石を給せられ、中之寄合務めを命じられている。次男 七郎三郎も那珂湊の戦いで天狗派について降伏・切腹した水戸藩若年寄 富田三保之介の跡を継承し、富田氏に入籍した。
また、七郎太郎信義の姉で帯刀信立の次女 道子については元治元年（1864年）8月23日、夫 立原朴二郎が宍戸藩主 松平大炊頭頼徳に従い天狗党の争乱の中で討ち死したことで寡婦となり、寡婦となった帯刀次女 道子には、同年11月、前藩主 慶篤や将軍慶喜の母である、貞芳院宮吉子女王より大黒天を写した図画や和歌が賜与されるなど、安島家は再興以来、主家より格別の恩情を受けていたと見られ、その図画や史料が今日も安島家子孫宅に残されている。次女 道子も和歌の道に通じていたと見られ、『ももつつ集』なる歌集を編み、亡父 帯刀信立の25回忌である明治7年（1874年）に「父君の廿五回忌二、秋懐旧と云うこと読みて奉る」として三首の歌を残している。
さらに、帯刀の近親では信立の甥にあたる戸田銀次郎忠則が叔父帯刀の死後に水戸藩家老の職を引き継ぎ、水戸藩政を執り仕切るものの、諸生党と対立して失脚。帯刀の義兄とその子である水戸藩旗奉行 里見四郎左衛門親長・親賢親子も尊王派として討ち死している。

## 業績
- 詞歌多数（辞世含む）[13]
- 著作『志の飛音』

## 関連する文献
- 『水府系纂』（家系に関すること）
- 『贈位諸賢伝』一ノ一
- 『日本書画名家偏年史』巻四下
- 『大日本人名辞書』二二九一
- 『勤王烈士伝』一三六
- 『都気能雄久志』一
- 『故老実歴水戸史談』四八
- 『振気篇』六
- 『古今水戸名家集』八五
- 『維新志士正気集』八七
- 『水戸野史』下巻一五八
- 『維新志士遺芳帖』三六
- 『名士小伝』
- 『贈位諸賢事略』四八
- 『わか竹』十六巻四号
- 『殉難前草目一』
- 『和歌滝式便覧』一〇一
- 『志士書簡』七九
- 『日本人人名辞典』六二〇
- 『勤王文庫第五編詩歌集』三四〇
- 『日本勤王史伝』五一五
- 『古今辞世集』二九一
- 『新版台日本人名辞書』七二
- 『関八州名墓誌』五四九
- 『安政大獄関係志士遺墨展覧会陳列目録』一八
- 『名家の辞世』二七九
- 『盡忠報國歌集』六七
- 『水戸烈士伝』上ノ五一
- 『修補殉難録稿　前編』一
- 『高名像仕天』一二
- 『近世殉国一人一首伝』元七
- 『士気振興憤慨詩歌』四三
- 『しのび音』
- 『贈正四位戸田安島会沢氏祭典』

## 安島帯刀が登場する作品
- 建国史 尊王攘夷（1927年・映画、磯川勝彦）
- 桜田門（1961年・映画、寺島貢）
- 天皇の世紀（1971年・ABC、近藤凖）
- 翔ぶが如く（1990年・NHK大河ドラマ、平井武）
- 徳川慶喜（1998年・NHK大河ドラマ、井田國彦）